# Văleni (Cahul)
Văleni  è un comune della Moldavia situato nel distretto di Cahul di 3.021 abitanti al censimento del 2004.